# Ormetica packardi
Ormetica packardi là một loài bướm đêm thuộc phân họ Arctiinae, họ Erebidae.